# 重慶中国三峡博物館

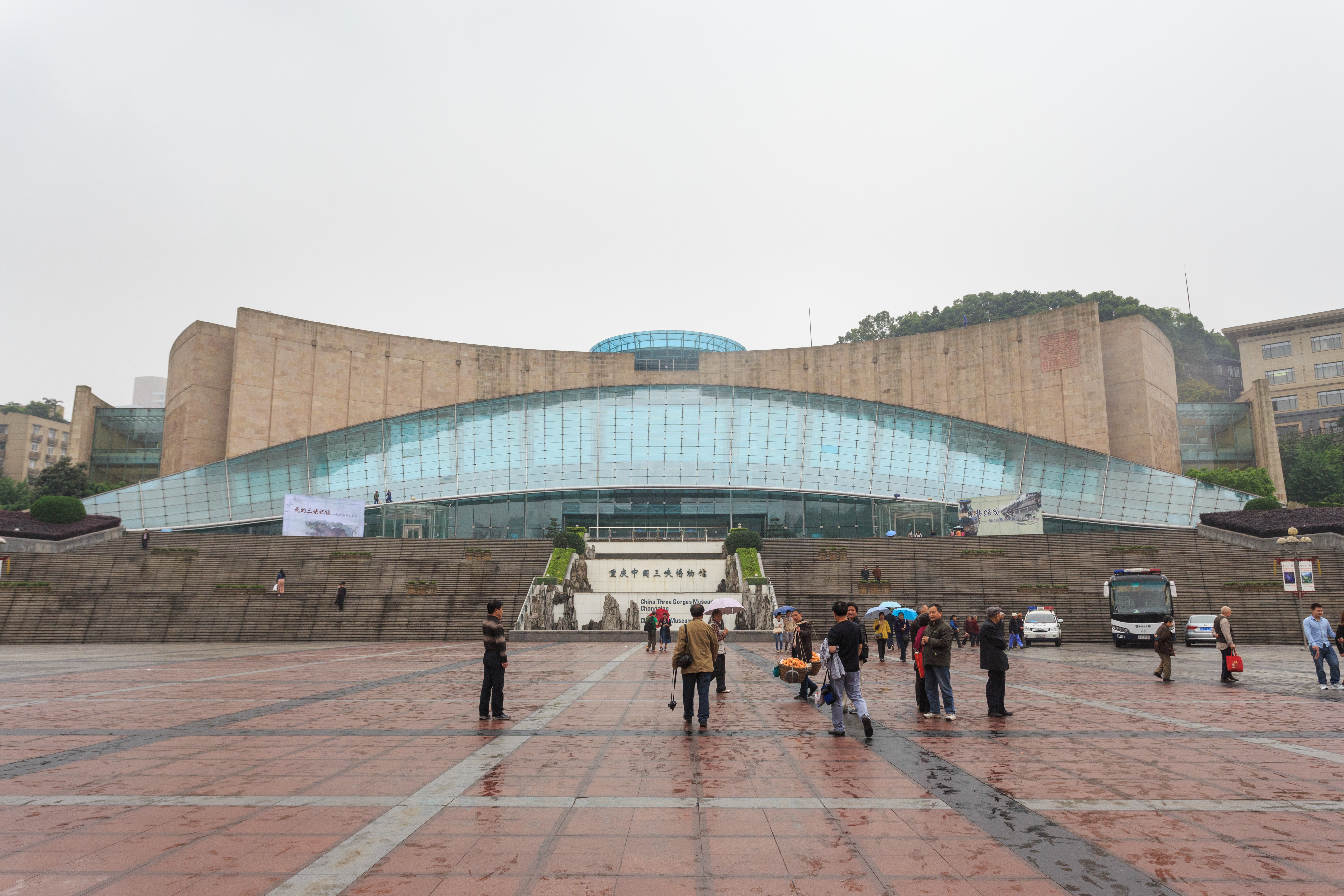
外観

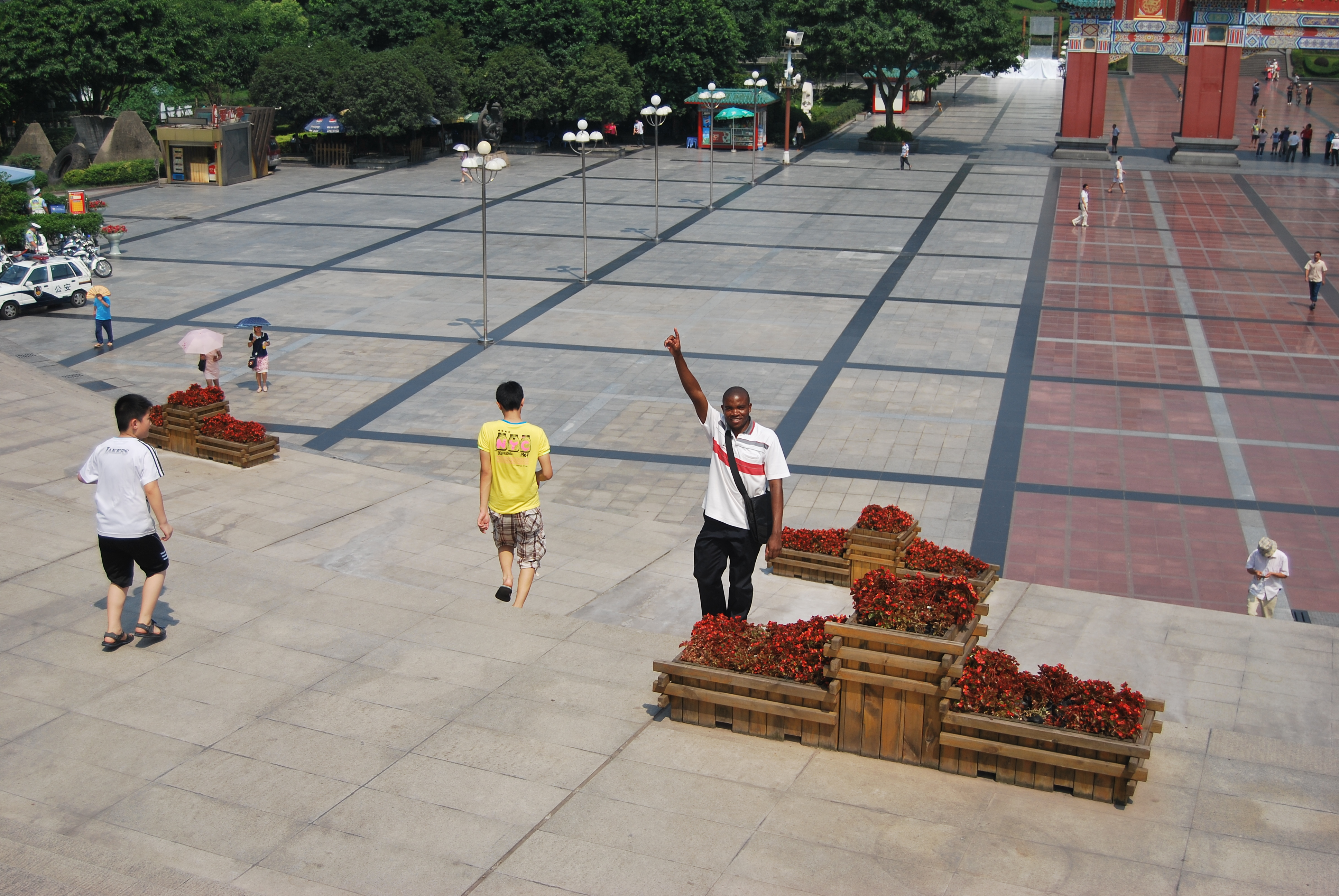
博物館前

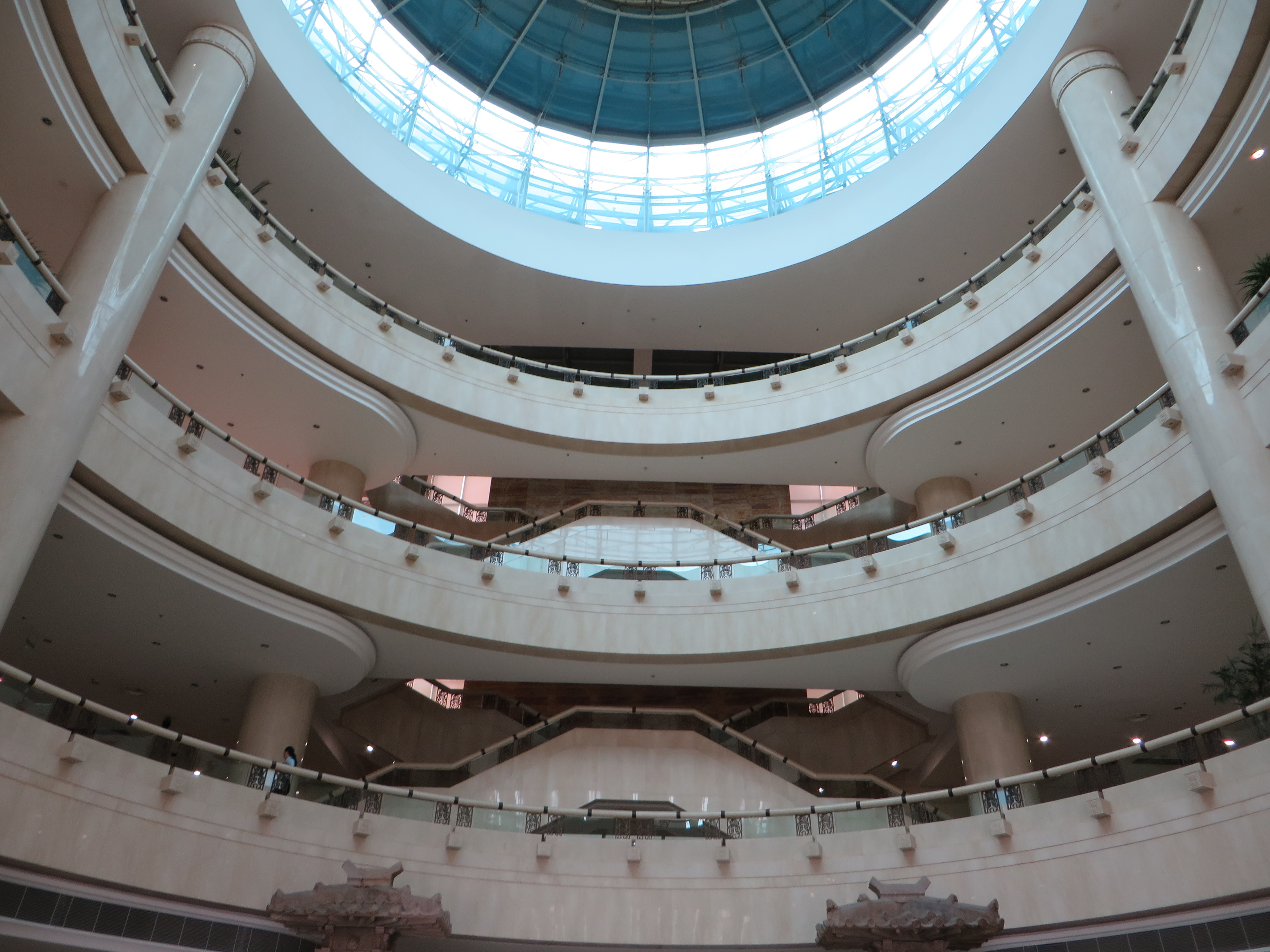
吹き抜け

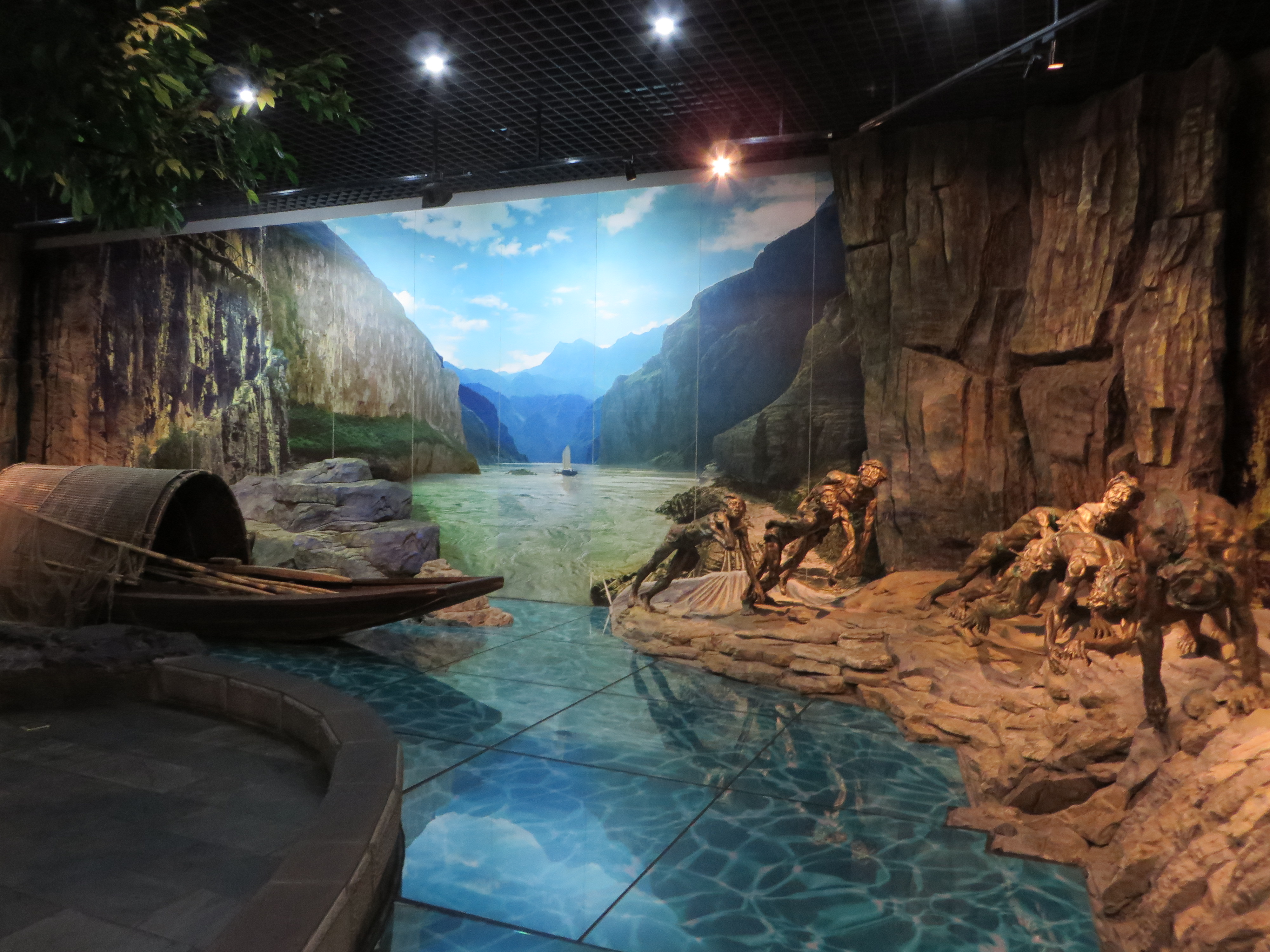
展示

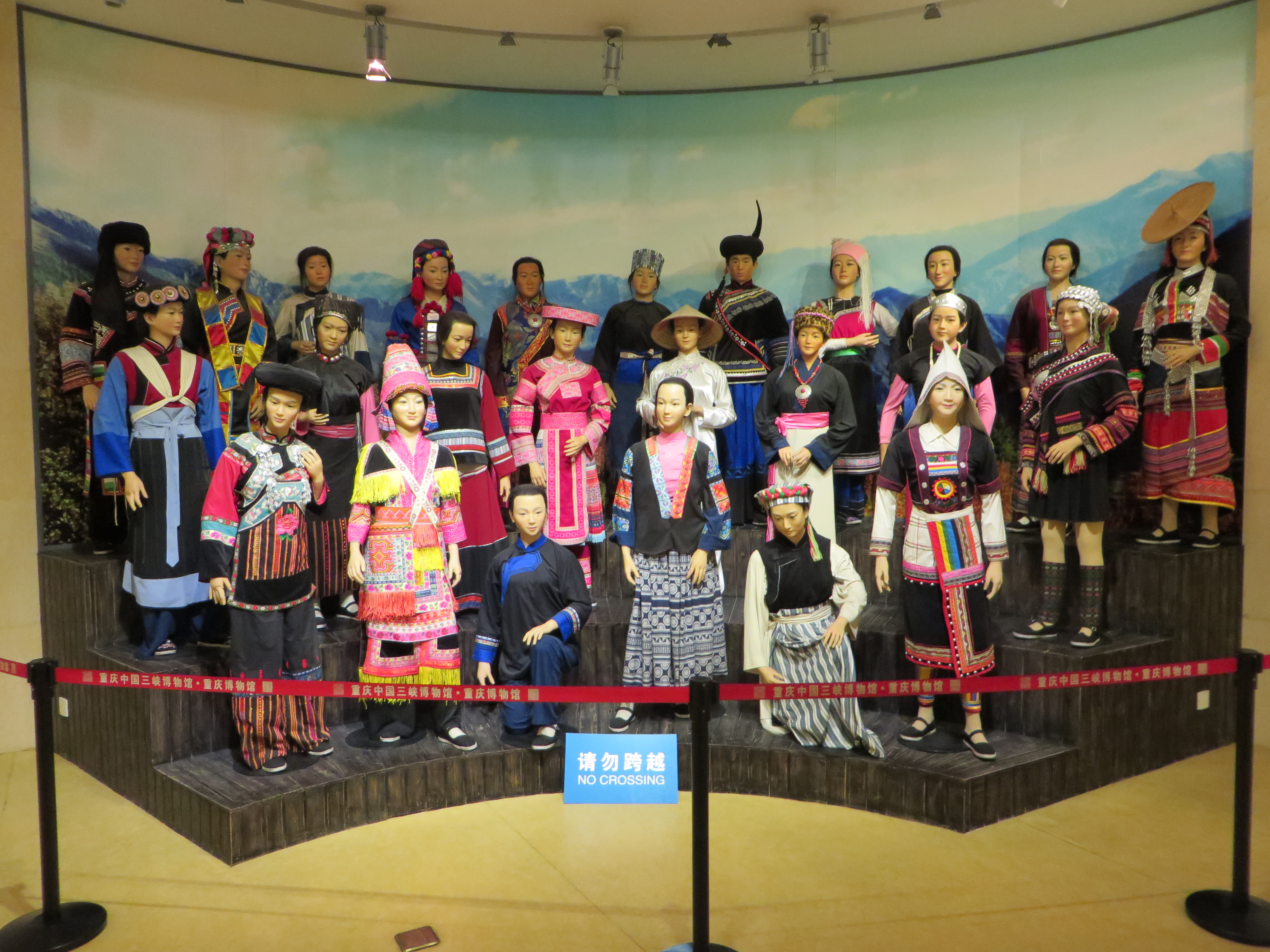
民族衣装の展示

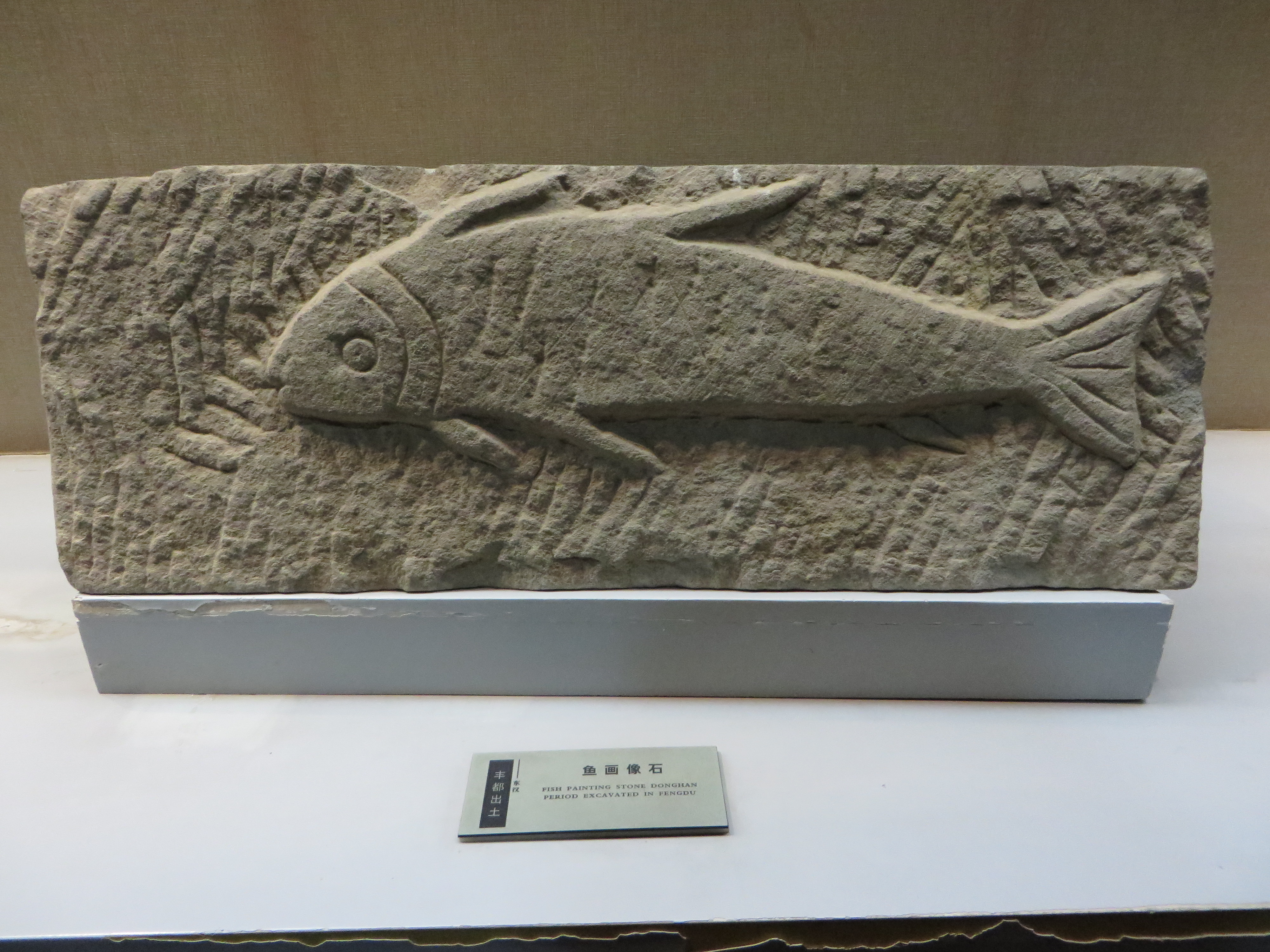
豊都県から掘り出された魚

重慶中国三峡博物館 (じゅうけいちゅうごくさんきょうはくぶつかん) は、中国、重慶市渝中区にある、重慶市と三峡に関する博物館である。国内最大級の規模を誇る。
旧重慶博物館を改装した現在の博物館は2005年にオープンした。人民大礼堂近くに位置する。重慶市や長江の三峡地域における文化遺産、自然環境に関する教育、保全、調査・研究を行うことを目的としている。
建物の外壁は斜めになっており、上部は大きなガラスのドームで覆われている。ここには、ブロンズの彫刻や大きなレリーフ、長さ1kmの「エコロジカル回廊」がある。
博物館の床面積は延べ42,497 m2。展示スペースは23,225 m2である。主に以下の4つの展示にわかれている。
1. 壮観な三峡;
2. 古代渝水 – 重慶の古代史
3. 重慶: 市の沿革 – 20世紀史
4. 抗日戦争 (1937–1945年)

さらに、以下のような展示もある。
- 絵画・書画
- 磁器
- 硬貨
- 漢時代（紀元前206 – 220年）の彫刻
- 中国南西部の伝統衣装
- Li Chuliによって寄贈された展示品

また、中華民国自由地区の首都時代、戦時中や日本に降伏する際の重慶の180°パノラマ展示もある。さらに、ダムが建設される前の三峡の景色を楽しめる360°シネマや、1階には、三峡ダムのモデルなど、三峡に関する展示がある。